# Hårbyskogen
Hårbyskogen är ett naturreservat i Gnesta kommun  i Södermanlands län.
Området är naturskyddat sedan 2007 och är 49 hektar stort. Reservatet består av gammal barrskog i anslutning till Masjön med tallskog på hällmarker.